# Собор Преображения Господня (Кайшядорис)

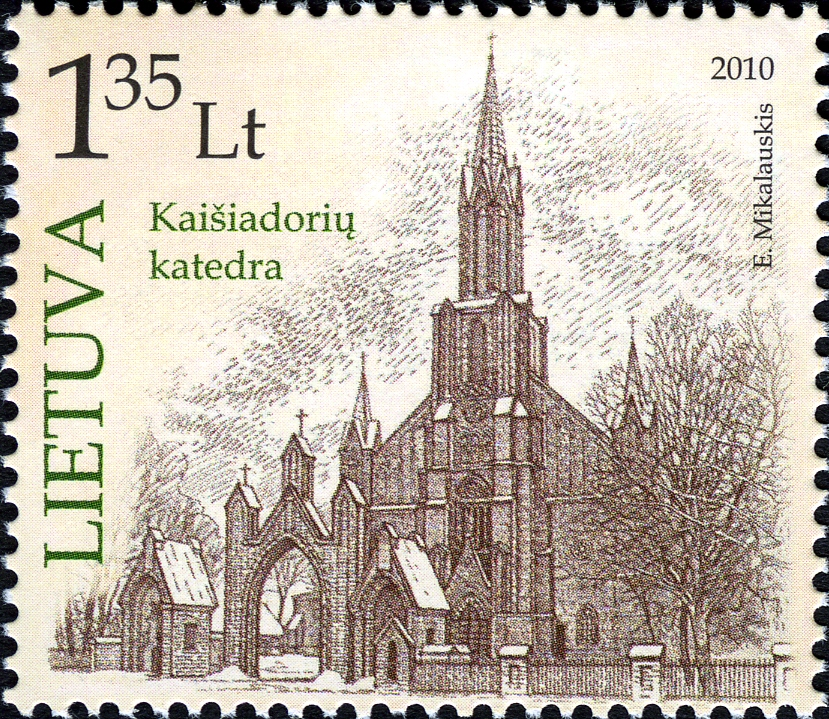
Почтовая марка Литвы (2010)

Собор Преображения Господня (лит. Kaišiadorių Kristaus Atsimainymo katedra) — католическая церковь, находящаяся в городе Кайшядорис, Литва. Храм является кафедральным собором епархии Кайшядориса.

## История
Костёл в неоготическом стиле был построен в 1932 году. В 1934 году возле храма было построено здание епархиального управления. 10 мая 1936 года состоялось освящение храма, которое совершил епископ Иосиф Кутка. По случаю освящения храма Римский папа Пий XI подарил приходу дарохранительницу. В 1944 году храм значительно пострадал во время боёв — были разрушены две башни, которые были восстановлены после войны.
На колокольне находятся три колокола. Самый старый колокол, являющийся памятником национального значения, датируется 1665 годом и уже не действует.